# UNCAF Nations Cup 2009
The UNCAF Nations Cup 2009 was de 10de editie van de UNCAF Nations Cup, het voetbaltoernooi dat gehouden wordt voor leden van de UNCAF. De eerste 5 landen plaatsen zich voor de CONCACAF Gold Cup van 2009. Het toernooi zou worden gehouden in de hoofdstad van Panama, Panama-Stad. De voetbalfederatie van Panama gaf echter aan dat ze niet voor een geschikt stadion in die periode konden zorgen en in plaats daarvan zou uiteindelijk Honduras gastheer van dit toernooi zijn. Alle wedstrijden werden gehouden in de stad Tegucigalpa. Het toernooi werd gesponsord door Digicel. Panama won het toernooi voor het eerst in de geschiedenis door in de finale Costa Rica te verslaan na strafschoppen.

## Deelnemende landen
Alle zeven UNCAF leden namen deel.
| Groep A     | Groep A | Groep A                                   | Groep B    | Groep B | Groep B                                      |
| Land        | Aantal  | Beste resultaat                           | Land       | Aantal  | Beste resultaat                              |
| ----------- | ------- | ----------------------------------------- | ---------- | ------- | -------------------------------------------- |
| Belize      | 6e      | groepsfase (1995, 1999, 2001, 2005, 2007) | Costa Rica | 10e     | Winnaar (1991, 1997, 1999, 2003, 2005, 2007) |
| El Salvador | 10e     | Derde (1991, 1995, 1997, 2001, 2003)      | Guatemala  | 9e      | Winnaar (2001)                               |
| Honduras    | 10e     | Winnaar (1993, 1995)                      | Panama     | 8e      | Tweede (2007)                                |
| Nicaragua   | 7e      | Zesde (2007)                              |            |         |                                              |

## Stadion
| Tegucigalpa                                       | · Tegucigalpa |
| Estadio Tiburcio Carías Andino Capaciteit: 34.000 | · Tegucigalpa |
|                                                   | · Tegucigalpa |

## Groepsfase
| Betekenis van de kleuren                   |
| ------------------------------------------ |
| Geplaatst voor Knockoutfase                |
| Geplaatst voor wedstrijd Om vijfde plaats* |

*De wedstrijd om de vijfde plaats is van belang omdat de winnaar zich, net als de nummers 1 tot en met 4, plaatst voor de CONCACAF Gold Cup 2009

### Groep A
| Team        | Gsp | W | G | V | DV | DT | DS | Ptn |
| ----------- | --- | - | - | - | -- | -- | -- | --- |
| Honduras    | 3   | 3 | 0 | 0 | 8  | 2  | +6 | 9   |
| El Salvador | 3   | 1 | 1 | 1 | 5  | 4  | +1 | 4   |
| Nicaragua   | 3   | 0 | 2 | 1 | 3  | 6  | –3 | 2   |
| Belize      | 3   | 0 | 1 | 2 | 3  | 7  | –4 | 1   |

|                                                  |                   |                  |            |                                                                                                |
| 22 januari 2009 «onderlinge duels» 17:00 (UTC−6) | El Salvador       | 1 – 1            | Nicaragua  | Estadio Tiburcio Carías Andino, Tegucigalpa Toeschouwers: 20.000 Scheidsrechter: Carlos Batres |
| 22 januari 2009 «onderlinge duels» 17:00 (UTC−6) | Avilés 18' (e.d.) | Wedstrijdverslag | Medina 85' | Estadio Tiburcio Carías Andino, Tegucigalpa Toeschouwers: 20.000 Scheidsrechter: Carlos Batres |

|                                                  |                          |                  |              |                                                                                                 |
| 22 januari 2009 «onderlinge duels» 19:30 (UTC−6) | Honduras                 | 2 – 1            | Belize       | Estadio Tiburcio Carías Andino, Tegucigalpa Toeschouwers: 20.000 Scheidsrechter: Roberto Moreno |
| 22 januari 2009 «onderlinge duels» 19:30 (UTC−6) | Guevara 32' Martínez 61' | Wedstrijdverslag | Castillo 86' | Estadio Tiburcio Carías Andino, Tegucigalpa Toeschouwers: 20.000 Scheidsrechter: Roberto Moreno |

|                                                  |           |                  |                                                      |                                                                                              |
| 24 januari 2009 «onderlinge duels» 15:00 (UTC−6) | Belize    | 1 – 4            | El Salvador                                          | Estadio Tiburcio Carías Andino, Tegucigalpa Toeschouwers: 900 Scheidsrechter: Wálter Quesada |
| 24 januari 2009 «onderlinge duels» 15:00 (UTC−6) | James 73' | Wedstrijdverslag | Pacheco 11' (pen.), 30' (pen.) Sánchez 75' Ayala 88' | Estadio Tiburcio Carías Andino, Tegucigalpa Toeschouwers: 900 Scheidsrechter: Wálter Quesada |

|                                                  |                                                                    |                  |           |                                                                                                |
| 24 januari 2009 «onderlinge duels» 17:30 (UTC−6) | Honduras                                                           | 4 – 1            | Nicaragua | Estadio Tiburcio Carías Andino, Tegucigalpa Toeschouwers: 20.000 Scheidsrechter: Carlos Batres |
| 24 januari 2009 «onderlinge duels» 17:30 (UTC−6) | Rodríguez 16' Solórzano 65' (e.d.) S. Martínez 73' W. Martínez 79' | Wedstrijdverslag | Reyes 30' | Estadio Tiburcio Carías Andino, Tegucigalpa Toeschouwers: 20.000 Scheidsrechter: Carlos Batres |

|                                                  |             |                  |           |                                                                                               |
| 26 januari 2009 «onderlinge duels» 17:00 (UTC−6) | Nicaragua   | 1 – 1            | Belize    | Estadio Tiburcio Carías Andino, Tegucigalpa Toeschouwers: 8.000 Scheidsrechter: Oscar Moncada |
| 26 januari 2009 «onderlinge duels» 17:00 (UTC−6) | Barrera 66' | Wedstrijdverslag | Usher 27' | Estadio Tiburcio Carías Andino, Tegucigalpa Toeschouwers: 8.000 Scheidsrechter: Oscar Moncada |

|                                                  |                             |                  |             |                                                                                                 |
| 26 januari 2009 «onderlinge duels» 19:30 (UTC−6) | Honduras                    | 2 – 0            | El Salvador | Estadio Tiburcio Carías Andino, Tegucigalpa Toeschouwers: 20.000 Scheidsrechter: Wálter Quesada |
| 26 januari 2009 «onderlinge duels» 19:30 (UTC−6) | Pavón 34' (pen.) Chávez 73' | Wedstrijdverslag |             | Estadio Tiburcio Carías Andino, Tegucigalpa Toeschouwers: 20.000 Scheidsrechter: Wálter Quesada |

### Groep B
| Team       | Gsp | W | G | V | DV | DT | DS | Ptn |
| ---------- | --- | - | - | - | -- | -- | -- | --- |
| Costa Rica | 2   | 2 | 0 | 0 | 6  | 1  | +5 | 6   |
| Panama     | 2   | 1 | 0 | 1 | 1  | 3  | –2 | 3   |
| Guatemala  | 2   | 0 | 0 | 2 | 1  | 4  | –3 | 0   |

|                                                  |                              |                  |        |                                                                                                   |
| 23 januari 2009 «onderlinge duels» 19:30 (UTC−6) | Costa Rica                   | 3 – 0            | Panama | Estadio Tiburcio Carías Andino, Tegucigalpa Toeschouwers: 2.000 Scheidsrechter: Courtney Campbell |
| 23 januari 2009 «onderlinge duels» 19:30 (UTC−6) | Furtado 10', 16' Sánchez 55' | Wedstrijdverslag |        | Estadio Tiburcio Carías Andino, Tegucigalpa Toeschouwers: 2.000 Scheidsrechter: Courtney Campbell |

|                                                  |           |                  |                                    |                                                                                                 |
| 25 januari 2009 «onderlinge duels» 18:00 (UTC−6) | Guatemala | 1 – 3            | Costa Rica                         | Estadio Tiburcio Carías Andino, Tegucigalpa Toeschouwers: 3.000 Scheidsrechter: Marco Rodríguez |
| 25 januari 2009 «onderlinge duels» 18:00 (UTC−6) | López 51' | Wedstrijdverslag | Sánchez 34' Herrera 59' Segura 61' | Estadio Tiburcio Carías Andino, Tegucigalpa Toeschouwers: 3.000 Scheidsrechter: Marco Rodríguez |

|                                                  |            |                  |           |                                                                                              |
| 27 januari 2009 «onderlinge duels» 19:30 (UTC−6) | Panama     | 1 – 0            | Guatemala | Estadio Tiburcio Carías Andino, Tegucigalpa Toeschouwers: 1.000 Scheidsrechter: Joel Aguilar |
| 27 januari 2009 «onderlinge duels» 19:30 (UTC−6) | Zapata 31' | Wedstrijdverslag |           | Estadio Tiburcio Carías Andino, Tegucigalpa Toeschouwers: 1.000 Scheidsrechter: Joel Aguilar |

## Knock-outfase
|  | halve finale             | halve finale             |       |                          | finale                   | finale |
|  |                          |                          |       |                          |                          |        |
|  | 30 januari – Tegucigalpa |                          |       |                          |                          |        |
|  | Costa Rica               | 3                        |       |                          |                          |        |
|  | El Salvador              | 0                        |       |                          |                          |        |
|  |                          |                          |       |                          |                          |        |
|  |                          |                          |       |                          | 1 februari – Tegucigalpa |        |
|  |                          |                          |       |                          | Costa Rica               | 0 (3)  |
|  |                          | Panama                   | 0 (5) |                          |                          |        |
|  |                          |                          |       |                          |                          |        |
|  |                          |                          |       |                          | derde plaats             |        |
|  | 30 januari – Tegucigalpa | 30 januari – Tegucigalpa |       | 1 februari – Tegucigalpa | 1 februari – Tegucigalpa |        |
|  | Honduras                 | 0                        |       | Honduras                 | 1                        |        |
|  | Panama                   | 1                        |       |                          | El Salvador              | 0      |

### Om vijfde plaats
|                                             |                 |                  |           |                                                                                             |
| 29 januari «onderlinge duels» 19:30 (UTC−6) | Nicaragua       | 2 – 0            | Guatemala | Estadio Tiburcio Carías Andino, Tegucigalpa Toeschouwers: 150 Scheidsrechter: Oscar Moncada |
| 29 januari «onderlinge duels» 19:30 (UTC−6) | Wilson 39', 85' | Wedstrijdverslag |           | Estadio Tiburcio Carías Andino, Tegucigalpa Toeschouwers: 150 Scheidsrechter: Oscar Moncada |

Nicaragua plaatst zich, net als de 4 landen in de halve finale, voor de CONCACAF Gold Cup 2009.

### Halve finale
|                                             |             |                               |             |                                                                                                |
| 30 januari «onderlinge duels» 17:00 (UTC−6) | Costa Rica  | 3 – 0                         | El Salvador | Estadio Tiburcio Carías Andino, Tegucigalpa Toeschouwers: 2.500 Scheidsrechter: Roberto Moreno |
| 30 januari «onderlinge duels» 17:00 (UTC−6) | Furtado 18' | Reglementair Wedstrijdverslag |             | Estadio Tiburcio Carías Andino, Tegucigalpa Toeschouwers: 2.500 Scheidsrechter: Roberto Moreno |

- De wedstrijd werd gestaakt omdat het elftal van El Salvador nog maar 6 speler had. Twee spelers van El Salvador, Alexander Escobar en Eliseo Quintanilla kregen rood in de eerste helft. 3 spelers, Deris Umanzor, Rodolfo Zelaya, en de doelman Juan José Gómez waren geblesseerd en moesten daarom het veld verlaten. Op dat moment waren alle wisselspelers al gebruikt.

|                                             |          |                  |              |                                                                                                |
| 30 januari «onderlinge duels» 20:00 (UTC−6) | Honduras | 0 – 1            | Panama       | Estadio Tiburcio Carías Andino, Tegucigalpa Toeschouwers: 20.000 Scheidsrechter: Carlos Batres |
| 30 januari «onderlinge duels» 20:00 (UTC−6) |          | Wedstrijdverslag | Phillips 40' | Estadio Tiburcio Carías Andino, Tegucigalpa Toeschouwers: 20.000 Scheidsrechter: Carlos Batres |

### Troostfinale
|                                             |              |                  |             |                                                                                              |
| 1 februari «onderlinge duels» 15:30 (UTC−6) | Honduras     | 1 – 0            | El Salvador | Estadio Tiburcio Carías Andino, Tegucigalpa Toeschouwers: 900 Scheidsrechter: Wálter Quesada |
| 1 februari «onderlinge duels» 15:30 (UTC−6) | Espinoza 30' | Wedstrijdverslag |             | Estadio Tiburcio Carías Andino, Tegucigalpa Toeschouwers: 900 Scheidsrechter: Wálter Quesada |

### Finale
|                                             |                                              |       |                              |                                                                                             |
| 1 februari «onderlinge duels» 18:00 (UTC−6) | Panama                                       | 0 – 0 | Costa Rica                   | Estadio Tiburcio Carías Andino, Tegucigalpa Toeschouwers: 900 Scheidsrechter: Carlos Batres |
| 1 februari «onderlinge duels» 18:00 (UTC−6) | Wedstrijdverslag                             |       |                              | Estadio Tiburcio Carías Andino, Tegucigalpa Toeschouwers: 900 Scheidsrechter: Carlos Batres |
| 1 februari «onderlinge duels» 18:00 (UTC−6) | Strafschoppen                                |       |                              | Estadio Tiburcio Carías Andino, Tegucigalpa Toeschouwers: 900 Scheidsrechter: Carlos Batres |
| 1 februari «onderlinge duels» 18:00 (UTC−6) | Herrera Aguilar Phillips Jaramillo Henríquez | 5 – 3 | Furtado Núñez Jiménez Oviedo | Estadio Tiburcio Carías Andino, Tegucigalpa Toeschouwers: 900 Scheidsrechter: Carlos Batres |

| Kampioen UNCAF Nations Cup 2009 |
| ------------------------------- |
|                                 |
| PANAMA 1e titel                 |

## Toernooiranglijst
| Plaats | Land        | Groep | GW | Win | Gel | Ver | DV | DT | +/− | Geplaatst (1 t/m 5)                |                                    |
| ------ | ----------- | ----- | -- | --- | --- | --- | -- | -- | --- | ---------------------------------- | ---------------------------------- |
| 1      | Panama      | 4     | 2  | 1   | 1   | 2   | 3  | –1 | 7   | Kampioen                           | Gekwalificeerd voor Gold Cup 2009. |
| 2      | Costa Rica  | 4     | 3  | 1   | 0   | 9   | 1  | +8 | 10  | Tweede                             | Gekwalificeerd voor Gold Cup 2009. |
| 3      | Honduras    | 5     | 4  | 0   | 1   | 9   | 3  | +6 | 12  | Derde                              | Gekwalificeerd voor Gold Cup 2009. |
| 4      | El Salvador | 5     | 1  | 1   | 3   | 5   | 8  | –3 | 4   | Verloor Troostfinale               | Gekwalificeerd voor Gold Cup 2009. |
| 5      | Nicaragua   | 4     | 1  | 2   | 1   | 5   | 6  | –1 | 5   | Won wedstrijd Om vijfde plaats     | Gekwalificeerd voor Gold Cup 2009. |
| 6      | Guatemala   | 3     | 0  | 0   | 3   | 1   | 6  | –5 | 0   | Verloor wedstrijd Om vijfde plaats |                                    |
| 7      | Belize      | 3     | 0  | 1   | 2   | 3   | 7  | –4 | 1   | Groepsfase                         |                                    |

## Doelpuntenmakers
3 doelpunten
- Andy Furtado

2 doelpunten
- Alfredo Pacheco
- Samuel Wilson
- Walter Martínez

1 doelpunt
- Alberto Zapata
- Ricardo Phillips
- Lisbey Castillo
- Jerome James
- Harrison Róchez
- William Sunsing
- Roberto Segura
- Álvaro Sánchez

- Pablo Herrera
- Marlon Medina
- Armando Reyes
- Juan Barrera
- Marvin Chávez
- Mario Rodríguez
- Saúl Martínez

- Carlos Pavón
- Emil Martínez
- Amado Guevara
- Roger Espinoza
- Minor López
- Ramón Sánchez
- Carlos Ayala

Eigen doelpunt
- Silvio Avilés (Tegen El Salvador)
- David Solorzano (Tegen Honduras)